# 德国铁路408型电力动车组
德国铁路408型电力动车组（德語：DB-Baureihe 408）是德国铁路ICE列车家族中的一款高速列车型号。它们在制造商西门子铁路系统内部被称为“Velaro MS”（MS表示，即多电压制式）德国铁路将其编入ICE-3车队，并称之为ICE-3neo。

## 历史

### 订购
2019年8月，德国铁路签订了多达90组多电压制式列车的框架合同，计划自2022年12月起投入客运服务。它们可与407型动车组重联运行，编组长度约200米，速度在300公里/小时以上，以便在德国、比利时和荷兰使用。西门子基于Velaro平台和已经投入营运的407型动车组，提供了跨境使用所需的多电压动车组，并于2020年7月收到交付其中30列的订单，价值约10亿欧元；此外，还商定了增加60列动车组的选择权。
2022年2月1日，德铁宣布已部分行使该选择权，将订单增加43列，使得总数达到73列。2022年订购的43列增项动车组计划自2024年秋季开始交付，至2028年完成。这一批次的订单额为15亿欧元。2022年初，时任德铁产品部门主管的菲利普·纳格尔宣布，408型动车组暂时不会被批准与407型动车组进行重联运行。用于比利时的407型的待定批准也被推迟。
这些列车将自2022年12月开始补充入300公里/小时的车队，并将很快取代“ICE国际”线路上的406型动车组。

### 生产及调试
2021年夏季，西门子克雷费尔德-乌丁根工厂在完成Velaro TR的工序后，立即开始生产408型动车组。同年8月27日，第一列408型动车组（Tz 8001）在韦格贝格-韦登拉特试验中心完成了首次自主运行。自那时起，试验和认证运行便持续展开。
到2021年11月，第二列同型动车组完工。2022年1月，首列408型动车组（Tz 8001）开始在汉诺威－维尔茨堡、纽伦堡－因戈尔施塔特和埃尔福特－莱比锡/哈勒高速铁路以及莱茵河谷铁路上试运行。它于2022年2月1日在柏林-鲁梅尔斯堡车辆段向公众展出。根据德国铁路的说法，它是在短短十二个月的创纪录时间内建成——比以往的任何ICE列车都快。
2022年11月初，首批408型动车组在完成验收后进入德铁车辆段接受客运服务升级，例如Tz 8009号车被发往科隆车辆段。欧盟铁路局于2022年11月14日授予了车组在德国的适航证。

### 运用
2022年12月5日，第一列408型动车组作为城际快车在科隆－莱茵/美因高速铁路上投入客运服务。自2022年12月11日的运行图调整开始，408型车将在这条路线上图定运用，在某些日子里还会延长到多特蒙德和慕尼黑。2022年12月底，再有多四列车组投入使用。2023年预计将交付14列。

## 设施
所有408型动车组均由八节车厢组成，每侧将比407型的类似车组多配备两个乘降门（408.6和408.8），以及一个供轮椅使用者专用的门（408.3）。
与407型动车组相比，408型的其它变化还包括：
- 二等端部车厢新设8个单车泊位
- 优化的轮椅升降平台
- 彩色照明
- 更多行李架
- 首创的移动信号可穿透窗面
- 全新设计、配备免接触消毒液和皂液器的卫生间
- ETCS车载设备以西门子Trainguard 200替代安萨尔多STS
- 优化的车载厨房

| 车厢编号 （分类）     | 用途               | 席位 Tz 8001–8016           | 席位 Tz 8017–8073 |
| --------------------- | ------------------ | --------------------------- | ----------------- |
| 29/39（Apmzf 408.0）  | 一等端部车厢       | 45（一等座）                | 待公布            |
| 28/38（Apmz 408.1）   | 一等中部车厢       | 54（一等座）                | 待公布            |
| 26/36（BRmz 408.2）   | 餐车               | 23（二等座） 16（餐座）     | 待公布            |
| 25/35（Bpmbsz 408.3） | 二等及服务车厢     | 38（二等座） 02（轮椅泊位） | 待公布            |
| 24/34（Bpmz 408.8）   | 二等中部车厢       | 76（二等座）                | 待公布            |
| 23/33（Bpmz 408.7）   | 二等中部车厢       | 76（二等座）                | 待公布            |
| 22/32（Bpmz 408.6）   | 二等中部车厢       | 76（二等座）                | 待公布            |
| 21/31（Bpmdzf 408.5） | 二等端部及单车车厢 | 51（二等座） 08（单车泊位） | 待公布            |

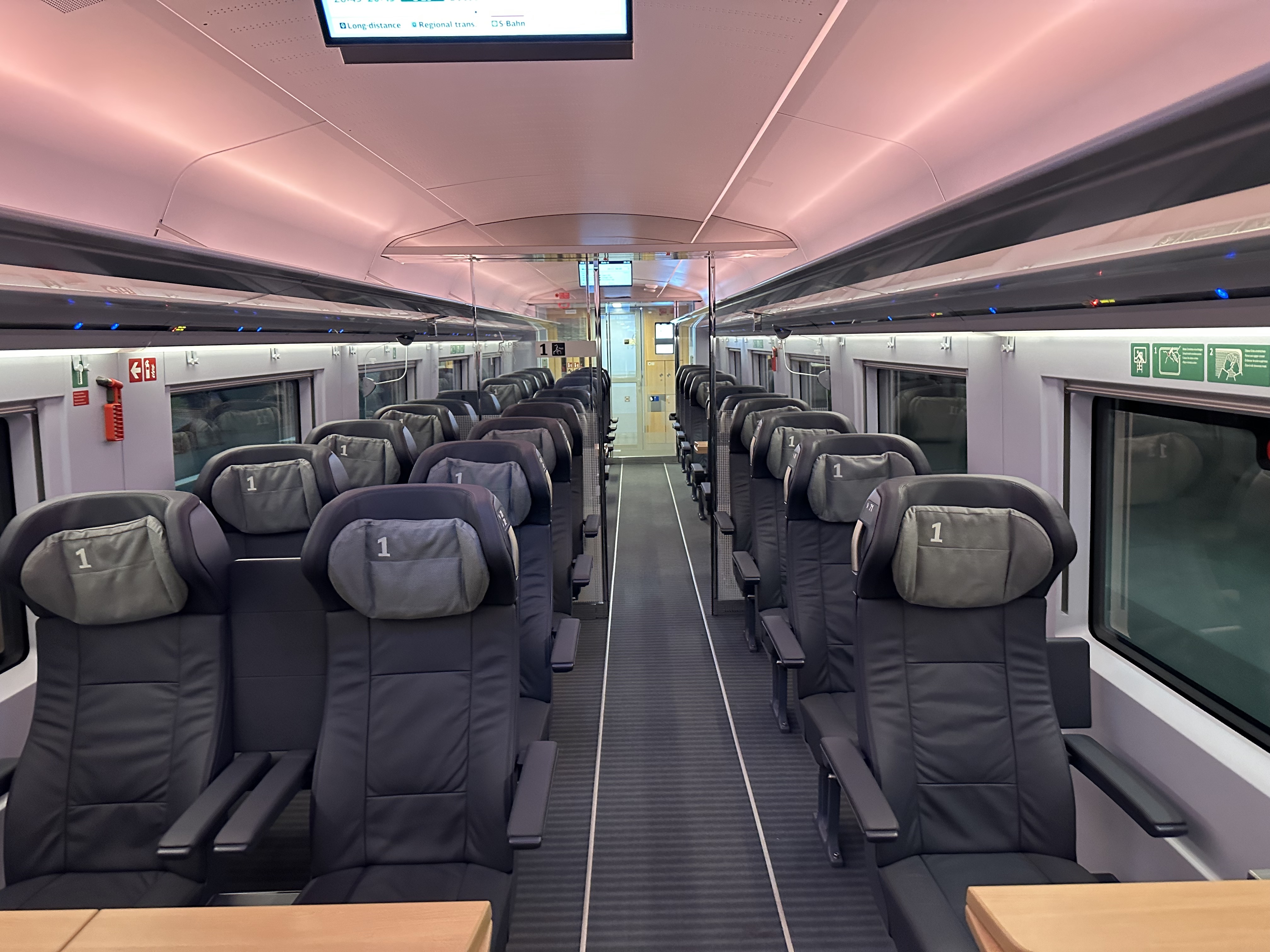
Tz 8004号车组的一等座内饰（Apmzf 408.0）

自2023年底开始，这些列车在出厂时将采用全新的ICE内饰。